# Jeanne de Vergy
Jeanne de Vergy († peut-être apr. 23 mai 1428) est l'arrière-petite-fille d'Henri Ier de Vergy (1205-1258) et, selon certains, d'Isabelle de Ray (mais A. Rousset affirme qu'Henri Ier de Vergy a épousé Elisabeth de Chalon, fille de Jean de Chalon l'Antique et de sa première femme).
Jeanne de Vergy épouse Geoffroi de Charny († 1356) après la mort de sa première épouse.
Elle est notamment connue en raison de l'apparition du Suaire de Turin dans la collégiale fondée par son mari en 1353, à Lirey, dans l'Aube ; son blason est présent sur une enseigne de pèlerinage retrouvée dans le dépôt du Pont au Change, à Paris. Le drap imprimé fait l'objet d'ostensions dans cette collégiale autour de 1355, d'après un récit de l'évêque de Troyes Pierre d'Arcis, en 1389, qui raconte comment son prédécesseur Henri de Poitiers a fait cesser ce culte. L'enseigne de pèlerinage porte son blason et celui de son mari et elle semble dater de ce temps des premières ostensions de l'objet, ce qui en fait la plus ancienne image connue du Suaire de Turin.
En 1389, son fils Geoffroy II de Charny reprend les ostensions du drap, nommé alors « figure ou représentation du Suaire du Christ », malgré l'interdiction de Pierre d'Arcis qui affirme que le Suaire est une image réalisée pour extorquer de l'argent aux fidèles. La famille de Charny obtient l'autorisation du pape Clément VII, parent du second mari de Jeanne, Aymon de Genève, fils de Hugues de Genève, seigneur d'Anthon et membre d'une branche cadette de la famille comtale de Genève,